# 러커토시 임레
러커토시 임레(헝가리어: Lakatos Imre [ˈlɒkɒtoʃ  ˈimrɛ], 1922년 11월 9일 ~ 1974년 2월 2일)는 헝가리 출신의 철학자로, 런던 정경대학의 교수를 역임하였다. 그는 《수학적 발견의 논리: 증명과 반박》이라는 저서를 집필하였고 논문집 《과학적 연구 프로그램의 방법론》에서 과학 연구 프로그램 이론을 제안한 과학철학자로 유명하다.

## 생애
러커토시는 헝가리 데브레첸의 유대인 가정에서 1922년에 태어났다. 그는 수학과 철학 학위를 데브레첸 대학교에서 1944년 이수하였는데, 당시는 제 2차 세계대전 중이었고 그는 나치의 탄압을 피하기 위해 원래의 유대인 이름인 립시츠 임레(헝가리어: Lipschitz Imre (Avrum))에서 성을 ‘러커토시’로 바꾸는 우여곡절을 겪는 한편으로, 자신의 할머니와 어머니가 아우슈비츠 강제 수용소에서 죽음을 맞이하는 비극을 겪기도 했다.
그는 제2차 세계대전 중에 열성적인 공산당원이 되어 공산당원의 조직원으로 활동하다가 제2차 세계대전이 끝난 직후, 1947년부터 헝가리의 교육부에서 일하게 되었다. 그 후 그는 학업을 이어나가 1948년 데브레첸 대학교에서 철학박사 학위를 수여 받았고, 그 이후 헝가리의 마르크스주의 철학자인 루카치 죄르지의 세미나 등에 열성적으로 참가하는 등, 자신의 학업 활동을 이어나갔다.
하지만, 그는 헝가리 공산당 조직내의 내부갈등으로 인해 1950년부터 1953년까지 투옥생활을 하게 되었다. 3년간의 감옥 생활 끝에 그는 다시 자신의 일상생활로 돌아올 수 있었지만 결국 3년 뒤 1956년 헝가리 혁명의 실패로 인해 초래된 자신의 신변 위협에서 벗어나기 위해 빈으로 도망가게 되고, 그 후 도피 생활의 종착지인 영국까지 이르게 되었다.
1960년 그는 런던 정치경제대학교의 교수직에 임명되면서 영국에서 자신의 경력을 다시 이어나갔다. 그는 교수로서 학생들을 가르치는 한편으로 저술활동에도 힘을 쏟아 《반박과 증명: 수학적 발견의 논리》라는 책을 출판하기도 하면서 명성을 쌓아나갔지만, 그럼에도 그는 결코 영국 국적을 취득하지 않은 채 무국적자로 남아있었다.
그는 1974년 51세의 나이에 뇌출혈로 사망할 때까지 런던 정치경제대학교의 교수로 남아있었고, 그가 죽은 후 런던 정치경제대학교와 그의 동료는 그를 추모하고 업적을 기념하기 위해 러커토시 상을 제정하였다.

## 사상

### 연구 프로그램
러커토시의 '과학적 연구 프로그램의 방법론'은 토머스 쿤의 패러다임 이론 이후 새로운 과학철학의 주류로 자리잡은 비합리주의를 비판하고 과학의 합리성을 회복할 새로운 방법을 제시하였다. 그는 칼 포퍼의 반증주의의 영향을 받았지만 실제 과학 연구 수행에서의 반증의 한계를 인식하고 과학사의 발전을 설명하는 동시에 과학의 합리성 또한 지키려 했다. 러커토시는 과학에서의 이론선택의 문제와 관련하여 매우 제한된 의미를 갖는 과학의 '합리성'을 논의하였다. 그에 있어서 '합리성'의 문제는 경합하고 있는 이론들 사이의 비교와 선택을 가능하게 해 주는 일반적인 원리가 존재하는가 하는 문제와 동일했다. 합리주의에 의하면 경합하는 두 이론이 나타나게 될 때, 어떤 일반적인 원리나 기준에 준하여 과학자들은 한 이론이 다른 이론보다 우월하다는 판단을 하여 그 이론을 선택하게 된다.
러커토시는 과학사의 연구를 통해 토머스 쿤이 도달한 패러다임과 관련된 기본적인 주장을 적극적으로 수용하면서도 과학자들이 '더 우월한' 패러다임으로의 합의를 이끌어내는 과정을 설명하기 위해 '과학적 연구 프로그램의 방법론'을 제시하였다. 러커토시는 "나의'연구 프로그램'이라는 개념은 쿤이 제시한 패러다임의 사회, 심리적인 개념을 객관적으로,'제 3세계적으로'재구성한 것으로 해석될 수 있다."라고 말한다.
'연구 프로그램'은 한 이론의 근본적인 원리인 견고한 핵(hard core)와 수정 가능한 보조적인 가설들인 보호대(protective belt), 그리고 과학자들이 따라야 할 지침인 일련의 방법론적인 규칙(heuristic)으로 구성되어 있다. 연구 지침은 또한 과학자가 하지 말아야 될 것을 지정하는 소극적 연구지침(negative heuristic)과 해야 할 것을 지정하는 적극적 연구지침(positive heuristic)으로 나뉜다. 견고한 핵은 이론의 정체성을 유지하는 동시에 과학자들에게 프로그램에 따른 적극적 연구지침을 제공함으로써 연구 활동이 계속 이어지도록 한다. 러커토시는 반증 과정이 직접적으로 견고한 핵을 손상시켜 이론 전체를 무너뜨리는 것이 아니라 보호대의 가설들이 먼저 수정된다고 주장하였으며, 동시에 보호대의 가설들로는 견고한 핵을 유지하지 못하게 될 때 비로소 이론의 혁명적 전환이 이루어진다고 보았다. 이는 포퍼가 주장한 과학의 연역적, 합리적인 방법론을 옹호하는 동시에 쿤의 과학사적 접근 방법 또한 만족시킨다.
러커토시는 연구 프로그램 사이의 우열을 판단하기 위한 기준으로 참신한 예측(novel prediction)을 내놓고 관측 데이터를 통해 검증(conformation)하는 방법을 제시하는데, 이는 칼 포퍼의 반증 이론과 유사하다. 그는 연역적 반증이 아닌 귀납적 검증에 의해 이론의 진보성(progressiveness)을 판단하려 했고, 효과적인 예측을 제공하는 프로그램이 그렇지 못한 프로그램을 대체한다고 보았다.

### 비판
연구 프로그램 이론은 핵심 개념인 견고한 핵과 보호대, 그리고 적극적 연구지침의 구분이 애매하며 포퍼와 마찬가지로 과학자들에게 실제적 지침을 제공하지 못한다는 비판을 받는다. 과학사에서 자주 인용되는 뉴턴의 역학 체계나 코페르니쿠스 혁명 등에서 실제로 견고한 핵이 존재하는지의 여부는 불확실하며, 프로그램의 우열이 결정되는 방법 역시 연구 프로그램 이론과 일치하지 않는다. 파울 파이어아벤트는 러커토시가 한 분야, 특히 물리학의 기준을 다른 분야에도 포괄적으로 적용하려 한 것을 근본적인 선결 문제의 오류라며 비판하였다.

## 주요 저서
- 《수학적 발견의 논리: 증명과 반박(methodology of proofs and refutations)》